# Sultanzade Mehmed Pascha
Sultanzade Mehmed Pascha (* 1603 in Istanbul; † Juli 1646) war ein osmanischer Staatsmann und vom 31. Januar 1644 bis zum 17. Dezember 1645 Großwesir des Osmanischen Reiches. Der Beiname Sultanzade ist ein Titel für Söhne osmanischer Prinzessinnen.

## Leben
Mehmed wurde 1603 als Sohn eines Abdurrahman Bey und der Ayșe Sultan geboren. Seine Großmutter war Ayşe Hümaşah Sultan, eine Tochter von Rüstem Pascha und der Prinzessin Mihrimah Sultan. Damit war Mehmed ein direkter Nachfahre von Süleyman I. Er erhielt eine gute Ausbildung und aufgrund der Verwandtschaft mit der Sultansfamilie kann davon ausgegangen werden, dass er bereits in jungen Jahren im Palast ein und aus ging. Im Osmanisch-Polnischen Krieg 1620/21 begleitete Mehmed Sultan Osman II. bei der Schlacht von Chotyn im Range eines civan kapacıbașı.
Am 15. Oktober 1637 wurde er vom Sultan zum Beylerbey von Ägypten berufen. Drei Jahre später, während der Regierungszeit von İbrahim, kehrte er als Wesir und Mitglied des Diwans nach Istanbul zurück. Im Jahr 1641 wurde er zum Gouverneur des Eyâlet Özü (heute Ochakiv, Ukraine) ernannt und mit der Eroberung des Festung Asow beauftragt, die vor kurzem an die Kosaken verloren gegangen war. Erfolgreich konnte er die Burg für das Osmanische Reich rückerobern. Im Jahr 1643 wurde er zum Gouverneur von Damaskus ernannt. Diese Ernennung war wahrscheinlich auf den Machtkampf zwischen ihm und dem Großwesir Kemankeş Kara Mustafa Pascha um die Gunst des Sultans zurückzuführen.
Im Jahr 1644 wurde er als Großwesir Nachfolger von Kemankeş Mustafa Pascha, der hingerichtet worden war. Kemankeş Mustafa Pascha war das Opfer von Palastintrigen um einen Quacksalber namens Cinci Hodscha. Mehmed war sich des Einflusses des Hocas auf den Sultan und der Tragödie seines Vorgängers bewusst und daher in der Regierungsführung sehr vorsichtig und wurde zu einem ineffektiven Großwesir. Anweisungen des Sultans nickte er stets ab. Nach Berichten von Lord Kinross fragte der Sultan eines Tages, warum sich der Großwesir niemals seiner Meinung widersetzte. Mehmed antwortete: „Jede Meinung des Sultans enthält eine tiefe Lebensweisheit, selbst wenn die Untertanen es nicht verstehen können.“
Obwohl er gegen die Kriegserklärung an die Republik Venedig war, wurden seine vorsichtigen Einwände nicht berücksichtigt und der Krieg um Kreta (1645–1669) begann bald. Anfangs noch wenig, stritten Mehmed Pascha und der Kapudan Pascha Silahdar Jusuf Pascha bald über die Kriegsstrategie. Jusuf Pascha errang schnell erste Erfolge und nahm bald Chania ein. Mehmed Sultan, nun in Angst um seinen Einfluss auf den Sultan, versuchte, den Erfolg schlecht zu reden und beklagte, dass der Sieg dem Sultan nur wenig Beute eingebracht habe. Der hörte sich die Argumente der beiden Paschas an und entließ dann seinen Großwesir im Dezember 1645. Trotzdem blieb er Befehlshaber der Armee (serdar) auf Kreta, starb jedoch bald eines natürlichen Todes.